# Onychomys torridus
Onychomys torridus е вид бозайник от семейство Хомякови (Cricetidae).

## Разпространение
Видът е разпространен в Мексико и САЩ (Аризона, Калифорния, Невада, Ню Мексико и Юта).